# Lišany (okres Rakovník)
Obec Lišany (německy Lischan) se nachází v okrese Rakovník a v historickém mikroregionu Poddžbánsko, kraj Středočeský, zhruba 4,5 km severně od Rakovníka. Je součástí Svazku obcí Poddžbánsko. Žije zde 685 obyvatel.

## Název
Původ názvu vesnice je nejasný. Je odvozen buď podle založení vsi na lysém místě (tj. ves Lyšanů) nebo od příjmení Lis, Lisa nebo Lysý. V historických pramenech se jméno vesnice objevuje ve tvarech: Lysan (1252), Lissany (1341), Lyssan (1352 až okolo roku 1405), in Lissan (1380, 1405), Lyssan (1411), Lissan (1416), z Lišan (1417), Lišany (1500) a Lyssane (1540).

## Historie
První písemná zmínka o vesnici (acta sunt in Lysan) pochází z roku 1252, kdy zde král Václav I. vydal listinu vyšehradské kapitule.

### Územněsprávní začlenění
Dějiny územněsprávního začleňování zahrnují období od roku 1850 do současnosti. V chronologickém přehledu je uvedena územně administrativní příslušnost obce v roce, kdy ke změně došlo:
- 1850 země česká, kraj Praha, politický i soudní okres Rakovník[5]
- 1855 země česká, kraj Praha, soudní okres Rakovník
- 1868 země česká, politický i soudní okres Rakovník
- 1939 země česká, Oberlandrat Kladno, politický i soudní okres Rakovník[6]
- 1942 země česká, Oberlandrat Praha, politický i soudní okres Rakovník[7]
- 1945 země česká, správní i soudní okres Rakovník[8]
- 1949 Pražský kraj, okres Rakovník[9]
- 1960 Středočeský kraj, okres Rakovník
- 2003 Středočeský kraj, obec s rozšířenou působností Rakovník

### Rok 1932
V obci Líšany u Rakovníka (1412 obyvatel, poštovní úřad, telegrafní úřad, telefonní úřad, katol. kostel, kostel českoslov.  církve, sbor dobrovolných hasičů) byly v roce 1932 evidovány tyto živnosti a obchody: výroba cementového zboží, obchod s dřívím, galanterie, 2 holiči, 4 hostince, jednatelství, kolář, Dělnický konsum, 3 kováři, krejčí, obchod s máslem a vejci, mlýn, 2 obuvníci, pekař, 2 obchody s lahvovým pivem, 4 pojišťovací jednatelství, pokrývač, 2 porodní asistentky, 2 řezníci, sedlář, 7 obchodů se smíšeným zbožím, spořitelní a záložní spolek pro Líšany, bytové a stavební družstvo, 2 trafiky, truhlář, 3 velkostatky, zahradnictví, 2 zámečníci.

## Doprava
Dopravní síť
- Pozemní komunikace – Obcí vede silnice II/229 Rakovník – Louny.
- Železnice – Železniční stanice na území obce není. Okrajovými částmi katastru obce vedou železniční tratě 120, 124 a 125. Železniční trať 120 Praha – Kladno – Rakovník je jednokolejná celostátní trať, doprava byla v úseku Lužná u Rakovníka – Rakovník zahájena roku 1871. Železniční trať 124 Lužná u Rakovníka – Žatec – Chomutov je jednokolejná celostátní trať, doprava na ní byla zahájena roku 1870. Železniční trať 125 (Lužná u Rakovníka -) Krupá – Kolešovice je jednokolejná regionální trať, doprava na ní byla zahájena roku 1883. Trať je od prosince 2006 bez pravidelné dopravy.

Veřejná doprava 2011
- Autobusová doprava – V obci zastavovaly autobusové linky jedoucí např. do těchto cílů: Kladno, Louny, Mutějovice, Nové Strašecí, Rakovník, Řevničov, Tuchlovice.

## Pamětihodnosti
- Kostel Nanebevzetí Panny Marie
- Socha svatého Jana Nepomuckého
- Lípa v Lišanech (lípa malolistá), zařazená mezi chráněné a památné stromy v okrese Rakovník

## Osobnosti
- František Kejla (1914–1981), pedagog
- Antonín Pelc (1895–1967), karikaturista, malíř a ilustrátor